# Chaska Rémy Perron
Chaska Rémy Perron (12 agosto 1995) è un giocatore di football americano francese, che  gioca come defensive back per i Tirol Raiders..
Dopo aver giocato per le giovanili dei Besançon Bisons passa in prima squadra ai Black Panthers de Thonon. Nella stagione 2021 gioca per i tedeschi Saarland Hurricanes, mentre dal 2022 entra in ELF, prima agli Stuttgart Surge, poi agli Helvetic Guards e infine ai Tirol Raiders.

## Palmarès
- 1 EFL Bowl (Black Panthers de Thonon, 2017)
- 1 Casque de diamant (Black Panthers de Thonon, 2019)